# Клапаред, Давид
Давид Клапаред (фр. David Claparède; 6 февраля 1727, Женева — 12 июня 1801, там же) — швейцарский протестантский богослов.
Учился в Женевском университете, в 1761—1790 гг. был пастором в Женеве. В 1763—1798 гг. также профессор университета, в 1770—1774 гг. его ректор.
Наибольшей известностью пользовалось сочинение Клапареда «Размышления о евангельских чудесах» (фр. «Considérations sur les miracles de l’Evangile»; 1765), направленное против скептических соображений Жан-Жака Руссо по этому поводу, высказанных последним в «Lettres écrites de la Montagne».